# Xuân Cầu
Làng Xuân Cầu là một ngôi làng cổ Việt Nam, trước đây thuộc phủ Tế Giang trấn Kinh Bắc, thời Pháp thuộc là xã Xuân Cầu huyện Văn Giang tỉnh Bắc Ninh, sau là làng Xuân Cầu ở xã Nghĩa Trụ huyện Mỹ Văn tỉnh Hải Hưng, và nay là xã Nghĩa Trụ huyện Văn Giang tỉnh Hưng Yên.

## Lịch sử
Nguyên tên làng là Tân Kiều, nhưng dân chúng gọi là làng Hoa Kiều, sau trại ra thành Hoa Cầu trước đây thuộc phủ Tế Giang, trấn Kinh Bắc. Đời vua Thiệu Trị, vì kỵ húy đổi là Xuân Kỳ, nhưng nhân dân quen dùng tên cũ mà đọc chệch đi là Huê Cầu, sau Cách mạng tháng Tám thì đổi thành Xuân Cầu. Làng có nghề nhuộm thâm từng đi vào ca dao cổ tích. Món đặc sản của làng là bánh mỡ nổi tiếng, nhưng gần đây đã thất truyền. Trong làng, những di tích xưa cũng không còn. 
Ai về Đồng Tỉnh, Huê Cầu
Đồng Tỉnh bán thuốc, Huê Cầu nhuộm thâm
Nào ai đi chợ Thanh Lâm
Mua anh một áo vải thâm hạt dền.

## Đặc sản

### Bánh Xuân Cầu
Bánh Xuân cầu là loại bánh rán mỡ thường được dùng rất phổ biến tại miền Bắc xưa kia, nay đã mai một. Bánh vuông bằng hai ngón tay và mỏng như tờ giấy bản, được bỏ vào chảo chiên phồng, nở phồng với nhiều màu sắc tươi đẹp, ăn với mật mía, có vị ngọt, bùi và thơm.
Người Xuân Cầu gọi loại bánh này là bánh mỡ. Vào những năm 1985 trở về trước, vẫn có một số người làm loại bánh này để dùng trong dịp Tết đem bán. Kỹ thuật làm bánh do họ Nguyễn Văn nắm giữ, sau 25 năm gián đoạn, bánh đã trở lại vào năm 2012 với số lượng nhỏ.
Trước năm 1945, bánh bán khắp xứ Bắc Kỳ vào dịp Tết.

### Vải thâm Xuân Cầu
Theo truyền thuyết, nghề nhuộm vải thâm ở Huê Cầu (Xuân Cầu) cũng có ngót nghét 2.000 năm. Thuốc nhuộm là củ nâu, đun trong nước lá sòi (một loại cây thân gỗ mọc hoang), có nơi dùng lá bàng, hoặc hạt dền như trong câu ca dao, sau đó lấy bùn trát kín vài lần. Sau khi nhuộm xong, tấm vải có màu đen thâm, không phai và tấm vải cực kỳ dai và bền, dày dặn nhưng mặc lại không nóng, không bí.

## Danh nhân Xuân Cầu
Các vị đỗ đại khoa làng Xuân Cầu

#### 10 Tiến sĩ:
1. Đồng tiến sĩ Nguyễn Hằng đỗ khoa Bính Tuất (1586)
2. Đồng tiến sĩ Nguyễn Tính đỗ Khoa Canh Thìn (1640)
3. Đồng tiến sĩ Nguyễn Hành, đỗ khoa Mậu Thìn (1688)
4. Đồng tiến sĩ Quản Danh Dương, đỗ khoa Canh Dần (1710)
5. Đồng tiến sĩ Nguyễn Quốc Dực, đỗ khoa Mậu Tuất (1718)
6. Đồng tiến sĩ Quản Dĩnh, đỗ khoa Đinh Mùi (1727)
7. Chánh tiến sĩ Quản Đình Du, đỗ khoa Tân Hợi (đỗ Hoàng giáp – 1731)
8. Đồng tiến sĩ Nguyễn Gia Cát, đỗ khoa Đinh Mùi (1787)
9. Đồng tiến sĩ Tô Trân (Tô Ngọc Giang), đỗ khoa Bính Tuất (1826)
10. Tiến sĩ Tô Lâm, Giáo sư.

#### 2Phó bảng:
1. Phó bảng Tô Huân đỗ khoa Mậu Thìn (1868)
2. Phó bảng Nguyễn Đạo Quán, đỗ khoa Mậu Tuất (1898)

Một số danh nhân Việt Nam là người gốc Xuân Cầu như:
- Tô Ngọc Vân – họa sĩ
- Tô Ngọc Thanh – nhà nghiên cứu khoa học
- Tô Hiệu – nhà cách mạng
- Tô Chấn – nhà cách mạng
- Nguyễn Công Hoan – nhà văn
- Lê Văn Lương – nhà cách mạng
- Nguyễn Công Mỹ – nhà văn hóa
- Tô Quang Đẩu – nhà cách mạng
- Tô Dĩ – nhà cách mạng
- Tô Quyền – Đại tá, Anh hùng Lực lượng vũ trang Nhân dân
- Tô Lâm – Tổng Bí thư Ban Chấp hành Trung ương Đảng Cộng sản Việt Nam, nguyên Chủ tịch nước Cộng hòa Xã hội Chủ nghĩa Việt Nam, nguyên Bộ trưởng Bộ Công an